# Aslak Bolt
Aslak Harniktsson Bolt (* um 1375; † wahrscheinlich 1450) war norwegischer Erzbischof. Er setzte sich für die Stärkung der Kirche, insbesondere deren wirtschaftlicher Grundlage, ein. Sein Register über der Kirche gehörende Güter ist eine der wichtigsten Quellen für die Geschichte norwegischer Ökonomie dieser Zeit.

## Familie
Seine Eltern waren Ratsherr in Bergen Harnikt Henningsson (erwähnt 1389) und dessen Frau Sigrid Aslaksdatter Bolt (erwähnt 1410). Vieles deutet darauf hin, dass er aus einem der vornehmsten Geschlechter Norwegens, Rømer, stammte. Denn er führte das Wappen dieses Geschlechts.

## Bischof von Bergen
Aslak wurde 1407 zum Bischof von Oslo gewählt. Aber schon 1408 übernahm er auf Betreiben der Regentin Margarethe I. mit Unterstützung Papst Gregors XII. das Bistum Bergen. Unverzüglich begann er, ein Güterverzeichnis des Bistums zu erstellen. Er nahm 1426 auch an den Verhandlungen zwischen König Erik von Dänemark, Norwegen und Schweden und König Jakob I. von Schottland, die eine Erneuerung des Vertrages von 1226 zwischen König Magnus Håkonsson lagabætir und Alexander III. zum Gegenstand hatten, teil. Aber vor allem befasste er sich mit der Festigung der ökonomischen Grundlagen der Bistumsverwaltung. Im religiösen Bereich war er ein Verehrer der Heiligen Birgitta von Schweden und besaß ein Exemplar ihrer "Visionen". Er setzte sich dabei auch dafür ein, das Benediktinerkloster Munkeliv in ein Birgittinerkloster für die Nonnen aus dem Maribo Kloster umzuwidmen. Mit Schreiben vom 26. November 1421 stimmte Papst Martin V. auf Bitten König Eriks dem zu.

## Erzbischof in Nidaros
1428 wählte ihn das Domkapitel in Nidaros zum Erzbischof. Er übernahm das Amt 1430, nachdem Papst Martin V. die Wahl bestätigt hatte. In der Zwischenzeit wurde 1429 Bergen von den Vitalienbrüdern unter Leitung von Bartolomeus Voet angegriffen. Aslak Bolt musste auf einem englischen Schiff flüchten. In Nidaros erstellte er ein Verzeichnis aller Wertgegenstände, die er in 20 Kisten nach Nidaros mitgebracht hatte. Dieses Verzeichnis ist eine wichtige Quelle dafür, welche Gegenstände damals zu einem bischöflichen Haushalt gehörten: Gebrauchsgegenstände, Teppiche, Möbel, theologische Bücher usw. Überhaupt war er bemüht, die Besitztümer des Erzbistums zu ermitteln und zu katalogisieren.
1432 brannte die Domkirche ab. Umso wichtiger wurde es, insbesondere für den Wiederaufbau, sich über die wirtschaftlichen Grundlagen des Bistums Klarheit zu verschaffen. So wurde Aslak Bolts Jordebok in Angriff genommen und 1433 fertiggestellt. Dieses Güterverzeichnis gehört zu den wichtigsten Quellen des Mittelalters in Norwegen. Das Erzbistum besaß über 3000 Landgüter und Orte ganz oder teilweise innerhalb von Trøndelag und auch verstreut im ganzen Land. Durch die Beschreibung der Wüstungen und die verminderten Pachteinnahmen gibt sein Werk einen einzigartigen Einblick über den Bevölkerungsrückgang und die wirtschaftlichen Folgen der Pestepidemie von 1349. Das Verzeichnis zeigt auch, dass das Erzbistum während seiner Amtszeit viele weitere Landgüter erwarb.
Die Einnahmen dienten zum Teil der Armenfürsorge. Aslak Bolt erneuerte die in Vergessenheit geratenen Bestimmungen, dass zur Michaelismesse und zum Tag des Heiligen Olav Almosen für die Armen zu geben waren, indem er entsprechende Vereinbarungen mit den Bauern traf. Allerdings sollte das Korn, das für die Almosen entrichtet wurde, nicht mehr wie früher direkt an die Armen, sondern an die 14 Altäre der Domkirche gegeben werden. Die Kanoniker, die an diesen Altären Dienst taten, sollten täglich eine Messe für alle Lebenden für Frieden und gute Ernte singen und eine weitere für alle christlichen Seelen lesen. Außerdem versuchte er, die frommen Gaben, die früheren Erzbischöfen freiwillig versprochen worden waren, wieder aufleben zu lassen. Dabei legte er Wert darauf, dass die verschiedenen periodisch wiederkehrenden Gaben schriftlich festgehalten wurden. In Trøndelag und Nordnorwegen nahmen Beauftragte des Erzbistums die wirtschaftlichen Interessen des Erzbistums wahr.
In die Amtszeit Aslak Bolts fiel auch das Konzil von Basel. Dort ging es darum, die Macht des Papstes zu begrenzen. Eines der Prinzipien war, dass die Bischöfe durch das Domkapitel zu wählen seien. Wenn der Erzbischof die Wahl für gültig befand, konnte er ohne Zustimmung des Papstes den Bischof weihen. Darin lag auch eine beträchtliche Ersparnis bei den örtlichen Bistümern, da der Papst beträchtliche Abgaben für seine Zustimmung forderte. Aslak Bolt schloss sich dieser Konzilsbewegung an und besetzte gemäß den Konzilsbestimmungen 1434 den ledig gewordenen Bischofsstuhl in Bergen. Auch versuchte er, die Provinzialkonzile wieder aufleben zu lassen. Das erste wurde 1435 in Bergen einberufen, war aber schlecht besucht. Nachdem er die Anwesenheitspflicht aller Bischöfe nochmals eingeschärft hatte, erschienen auf dem Provinzialkonzil im Jahr darauf in Oslo alle Bischöfe außer dem von Oslo, der sich gerade in Dänemark aufhielt. Die 21 Beschlüsse des Konzils zeigen deutlich Aslak Bolts Bestreben, die geistlichen und wirtschaftlichen Interessen der Kirche zu wahren. Jeder Bischof sollte mindestens einen einheimischen Geistlichen auf die Universität schicken. Damit verfolgte er das Ziel, die norwegischen Kirchenämter mit Einheimischen statt mit Dänen besetzen zu können. Dafür konnte ein Teil des Armenzehnten verwendet werden. Dort wurde auch die Sitte der Nebenfrauen (Frille) verurteilt. Wer sich nicht von ihnen trennte oder sie nicht heiratete, sollte nach einem Jahr vom Altarsakrament ausgeschlossen werden. Auch weitere Kirchenstrafen zur Hebung der Moral wurden eingeführt. Dieses Konzil war das letzte Provinzialkonzil in Norwegen. Es war für 1441 ein weiteres Konzil in Tønsberg geplant, konnte aber nicht abgehalten werden.
Im Einvernehmen mit dem Papst hatte der König seine Vertrauten auf die Bischofsstühle gesetzt. Das gab dem König eine gewisse Kontrolle über den Reichsrat, in dem die Zahl der Laien allmählich rückläufig war. Aslak Bolt verfolgte nun das Ziel, das Unionskönigtum zu schwächen. Sollte die Stellung des Reichsrates gegenüber der Königsmacht gestärkt werden, so ließ sich die Forderung nach freier Bischofswahl und die Besetzung norwegischer Kirchenämter mit einheimischen Kandidaten statt wie bisher mit Dänen leichter verfolgen. Das lag ohnehin auf der Linie des Konzils von Basel. Außerdem war in Schweden der Widerstand gegen König Erik groß. Als Mitglied des Reichsrates war er mit den Folgen des Aufstandes Engelbrekt Engelbrektssons und dem Aufstand des Bauernführers Amund Bolts in Schweden 1436 befasst. Er spielte bei dem Vertrag von 1437 zwischen dem Reichsrat und den Aufständischen offenbar eine zentrale Rolle.
Am Ende seines Lebens trat die Politik immer weiter in den Vordergrund. Nach dem Tod von Christoffer von Bayern 1448 wählten Schweden und Dänemark je ihren eigenen König. Das führte zu einer Spaltung im norwegischen Reichsrat. Es bildete sich eine Schwedenfraktion unter der Führung von Aslak Bolt und dem Ritter Eirik Sæmundsson und eine Dänemark-Fraktion unter der Führung des Reichsvikars Sigurd Jonsson, dem Bischof von Oslo Jens Jakobsson und dem Hauptmann auf Akershus, Hartvig Krummedike. So wurden beide Könige in Nidaros gekrönt. Aslak Bolt sah sich aber später doch gezwungen, sich an Christian I. zu halten. In der Wahlkapitulation Christians vom 2. Juli 1449 wurde Aslak Bolt zusammen mit Sigurd Jonsson zum königlichen Statthalter in Norwegen bestimmt. Das hinderte ihn aber nicht, Karl Knudsson im gleichen Jahr in der Domkirche von Nidaros zum König zu krönen. In dessen Wahlkapitulation wurde der Vertrag von 1277 zwischen Kirche und Königsmacht bestätigt. Kurz darauf starb Aslak Bolt, wahrscheinlich 1450.
Unter vielen erhaltenen Gegenständen Aslak Bolts ist besonders die französische Prachtbibel zu nennen, die er offenbar in Kopenhagen gekauft hatte.